# Freddy vs. Jason
A Freddy vs. Jason 2003-ban bemutatott amerikai horrorfilm, melyet Ronny Yu rendezett. A Rémálom az Elm utcában (Freddy Krueger) és a Péntek 13. (Jason Voorhees) sztárjai ismét visszatérnek, hogy megküzdjenek egymással.
A filmet az Amerikai Egyesült Államokban 2003. augusztus 15-én mutatták be, Magyarországon DVD-n jelent meg szinkronizálva.
A Metacritic oldalán a film értékelése 37% a 100-ból, ami 29 véleményen alapul. A Rotten Tomatoeson a Freddy Vs. Jason 41%-os minősítést tart, 155 értékelés alapján.

## Szereplők
| Színész            | Szerep                 | Magyar hang     |
| ------------------ | ---------------------- | --------------- |
| Robert Englund     | Freddy Krueger         | Harsányi Gábor  |
| Ken Kirzinger      | Jason Voorhees         | Nem szólal meg  |
| Monica Keena       | Lori Campbell          | Bálint Sugárka  |
| Kelly Rowland      | Kia Waterson           | Molnár Ilona    |
| Chris Marquette    | Charlie Linderman      | Pálmai Szabolcs |
| Katharine Isabelle | Gibb Smith             | Zsigmond Tamara |
| Jason Ritter       | Will Rollins           | Welker Gábor    |
| Brendan Fletcher   | Mark Davis             | Molnár Levente  |
| Gary Chalk         | Williams seriff        | Bácskai János   |
| Lochlyn Munro      | Scott Stubbs helyettes | Fekete Zoltán   |
| Paula Shaw         | Pamela Voorhees        | Illyés Mari     |
| Chris Gauthier     | Shack                  | Szvetlov Balázs |

## Történet
Freddy Krueger, aki most már tehetetlen a pokolban, mert Springwood lakói elfeledkeztek róla, maradék erejét arra használja, hogy feltámassza Jason Voorhees-t. Freddy megjelenik Jason előtt az anyja alakjában, hogy manipulálja őt, és félelemkeltés céljából megölje Springwood lakóit, így Freddy visszanyeri erejét.
Eközben Lori Campbell, aki megözvegyült apjával él, ottalvós bulit tart barátaival, Kiával és Gibbel. Később csatlakozik hozzájuk Trey, Gibb barátja és annak haverja, Blake. Jason belép a házba, és megöli Treyt, a rendőrség pedig Freddyre gyanakszik. Egy rémálom után Blake arra ébred, hogy apját megöli Jason, aki ezután magával Blake-el is végez. A rendőrség másnap gyilkosság-öngyilkosságnak nevezi az esetet, remélve, hogy elrejthetik Freddy visszatérését a város többi lakója elől.
Máshol Lori volt barátja, Will Rollins és barátja, Mark Davis, akiket a Westin Hills Pszichiátriai Kórházban helyeztek el, Hypnocilt szednek, hogy elnyomják álmaikat, mivel korábban kapcsolatba kerültek Freddyvel. A springwoodi gyilkosságokról szóló híradó arra készteti őket, hogy megszökjenek, és visszatérjenek a városba, hogy figyelmeztessék Lorit Freddyről. Aznap este Lori és a többiek részt vesznek egy kukoricaföldön rendezett partin. Freddy egy rémálomban megpróbálja megölni Gibbet, de Jason a való világban előbb öli meg őt, miután a bulizókra támadt, ezzel feldühítve Freddyt.
Will, Lori és Kia az iskolai stréber Charlie Lindermannel, valamint a drogos Bill Freeburggal együtt menekül el a partiról. Miután kiteszik az utóbbi hármat, és szembesülnek Lori apjával (aki felelős volt Will és Mark Westin Hillsbe való beutalásáért), Will és Lori Mark házához mennek, csakhogy ott látják, hogy Markot Freddy megöli. Scott Stubbs helyettes felveszi a kapcsolatot Lorival és a barátaival, akik kikövetkeztetik Freddy tervét. Megtudva a Hypnocilról, megpróbálják ellopni azt Westin Hillsből; Freddy azonban megszállja Freeburgot, és őt használja fel a gyógyszer eltüntetésére. Ekkor érkezik Jason, és megöli Stubbs-ot, Freddy azonban a megszállt Freeburgot arra használja, hogy elkábítsa Jasont, és elaltassa.
A tizenévesek kitalálnak egy tervet, hogy Freddyt az álomvilágból a valóságba rántsák, és arra kényszerítsék, hogy harcoljon Jason ellen. Közben az eszméletlen Jasont pedig az immár elhagyatott Crystal Lake-i táborba viszik. Freddy az álomvilágban megküzd Jasonnel, ahol rájön, hogy Jasonnek víziszonya van, ami a vízbe fulladás általi halálának következménye. Vízzel teszi erőtlenné Jasont, Lori azonban elalszik, hogy megmentse Jasont. Jason felébred a valódi Crystal Lake-ben, és üldözőbe veszi a tiniket, megölve Lindermant. Lori felébred, és Freddyt a való világba rántja, ahol szembekerül Jason-nel.
Freddy és Jason az egész tábor területén harcolnak, Jason közben megöli Kiát és levágja Freddy karját. Lori és Will felgyújtja a dokkot, aminek hatására a propántartályok felrobbannak, Freddy és Jason pedig a tóba repül. Freddy kimászik, és megpróbálja megölni Lorit és Willt, de a sebesült Jason felnyársalja a saját karmos karjával, így Lori lefejezi Freddyt Jason machetéjével. Jason és Freddy ezután a tóba esik, látszólag mindketten halottak. Miután a machetét a tóba dobják, Lori és Will elhagyják a helyszínt.
Másnap reggel a győztes Jason bukkan fel a vízből, kezében a machete és Freddy levágott feje. Freddy feje hirtelen a kamerába kacsint, miközben a háttérben a nevetése hallatszik, ami arra utal, hogy még életben van.